# Križevci (Slovénie)
 Križevci  est une commune du nord-est de la Slovénie située dans la région de Basse-Styrie.

## Géographie

### Villages
Les villages qui composent la commune sont Berkovci, Berkovski Prelogi, Boreci, Bučečovci, Dobrava, Gajševci, Grabe pri Ljutomeru, Iljaševci, Ključarovci pri Ljutomeru, Kokoriči, Križevci pri Ljutomeru, Logarovci, Lukavci, Stara Nova vas, Vučja vas et Zasadi.

## Démographie
Entre 1999 et 2021, la population de la commune de Križevci est restée relativement stable avec un peu moins de 4 000 habitants,.
Évolution démographique
| 1999  | 2000  | 2001  | 2002  | 2003  | 2004  | 2005  | 2006  | 2007  |
| ----- | ----- | ----- | ----- | ----- | ----- | ----- | ----- | ----- |
| 3 547 | 3 547 | 3 556 | 3 553 | 3 572 | 3 566 | 3 553 | 3 567 | 3 568 |
| 2008  | 2009  | 2010  | 2011  | 2012  | 2013  | 2014  | 2015  | 2016  |
| 3 553 | 3 750 | 3 747 | 3 729 | 3 772 | 3 753 | 3 702 | 3 693 | 3 618 |
| 2017  | 2018  | 2019  | 2020  | 2021  |       |       |       |       |
| 3 613 | 3 568 | 3 560 | 3 537 | 3 549 |       |       |       |       |

## Personnalités
- Milan Kučan (né en 1941), président de la Slovénie entre 1991 et 2002, né à Križevci.